# Риддеркерк
Риддеркерк (нидерл. Ridderkerk) — город и община в провинции Южная Голландия (Нидерланды).

## Состав общины
В общину входят населённые пункты Риддеркерк, Болнес, Остендам, Рейсорд и Сликкервер.

## История
Название «Риддеркерк» («Riederkercke») впервые встречается в письме, которое написал Генрих IV (герцог Брабанта).
В XIV веке эта местность постоянно страдала от наводнений, и в XV веке началось возведение защитных дамб.
В XX веке, во время Второй мировой войны, входящая в состав общины деревня Рейсорд приобрела национальную известность, так как именно в ней 15 мая 1940 года генерал Хенри Винкелман подписал капитуляцию Нидерландов.